# Бондарко Лія Василівна
Лія Василівна Бондарко (13 травня 1932, Суми — 12 березня 2007, Санкт-Петербург) — радянський і російський лінгвіст, доктор філологічних наук, професор, завідуюча кафедри фонетики та методики викладання іноземних мов філологічного факультету Санкт-Петербурзького державного університету (1977—2006).

## Народження та навчання
Л. В. Бондарко народилася 13 травня 1932 року в місті Суми. У 1934 році з сім'єю переїхала до Ленінграду, де провела і блокадні роки.
У 1950 р. вступила до Ленінградського держуніверситету на відділення російської мови та літератури філологічного факультету. Вона була ученицею Маргарити Іванівни Матусевич та Льва Рафаїловича Зіндера.
У 1955 році Л. В. Бондарко почала навчання в аспірантурі кафедри фонетики та методики викладання іноземних мов ЛДУ.

## Наукова діяльність
Згодом працювала на кафедрі молодшим, а потім старшим науковим співробітником.
У 1961 році захистила кандидатську дисертацію на тему «Відтінки російських ударних голосних», з 1969 року — доктор філологічних наук (тема докторської дисертації — «Складова структура промови і диференціальні ознаки фонем»).
У 1977 році — була призначена завідуючою та професором кафедри фонетики та методики викладання іноземних мов.

## Громадська діяльність
Протягом 10 років Л.Бондарко була віце-президентом Міжнародного Товариства фонетичних Знань (рос. International So-ciety of Phonetic Sciences; ISPHS).
Була членом правління Петербурзького Лінгвістичного Товариства, а також членом редколегії журналу «Мова і мовна діяльність».
Разом з іншими провідними вченими-мовниками СРСР організувала відому в країні всесоюзну школу-семінар АРСО (автоматичне розпізнавання слухових образів), що існувала до 1990 року. Також стояла біля витоків створення Машинного фонду російської мови, з 1999 року — почесний доктором університету Ювяскюля (Фінляндія), входила орган заційного комітети багатьох престижних міжнародних конференцій і конгресів, головою редколегій низки наукових періодичних видань.

## Публікації
Л. В. Бондарко автор понад 250 наукових робіт: монографій, підручників, навчальних посібників, статей, багато з яких стали широко відомими як в нашій країні, так і за кордоном.
- Касевич В. Б., Бондарко Л. В., Вербицкая Л. А., Гордина М. В., Зиндер Л. Р. . — № 2.
- Бондарко Л. В. Звуковой строй современного русского языка. Учеб. пособие для студентов пед. ин-тов по специальности «Рус. яз. и литература». — М.: Просвещение, 1977. — 175 с.
- Бондарко Л. В. Фонетическое описание языка и фонологическое описание речи. — Л.: Издательство Ленинградского университета, 1981. — 199 с.
- Бондарко Л. В., Вербицкая Л. А., Гордина М. В. Основы общей фонетики. — 1-е изд. — Л., 1983.
- Бондарко Л. В., Вербицкая Л. А., Гордина М. В. Основы общей фонетики. — 4-е изд., испр. — СПб.: Филологический факультет СПбГУ; М.: Издательский центр «Академия», 2004. — 160 с. — ISBN 5-8465-0177-X. ISBN 5-7695-1658-5